# Wahlenbergia campanuloides
Wahlenbergia campanuloides är en klockväxtart som först beskrevs av Alire Raffeneau Delile, och fick sitt nu gällande namn av Wilhelm Vatke. Wahlenbergia campanuloides ingår i släktet Wahlenbergia och familjen klockväxter. Inga underarter finns listade i Catalogue of Life.